# Léo Rosa
Leonardo Rosa da Silva (Porto Alegre, 13 de dezembro de 1983 — Rio de Janeiro, 9 de março de 2021), mais conhecido apenas como Léo Rosa, foi um ator brasileiro.

## Carreira
Em 2003, ano em que se mudou para o Rio de Janeiro começa a fazer teatro. 
Em 2005 comeca a trabalhar na companhia de Bemvindo Sequeira, onde faz sua primeira comedia. Participa da montagem do espetáculo teatral “O Balcão”, de Jean Genet, no curso de Direção Teatral da Escola de Comunicação da UFRJ.
Depois fica por 2 anos trabalhando com Amir Haddad, realizando os espetáculos Bodas de Sangue, de Federico Garcia Lorca e Escola de Molières baseado na vida e obra de Molière. Léo faz o seu primeiro papel na TV como o protagonista Miguel na novela Vidas Opostas. 
No cinema, fez 3 longas metragens e a série de Tv “O Mecanismo”, da Netflix, lançada em 2018. Léo dirigiu também um videoclipe da cantora Maria Gadú, "Axé Accapella" ,além de ter feito assistência de direção em 3 longas-metragens do cineasta Caio Sóh, os filmes Teus Olhos Meus, Minutos Atrás e Por Trás Do Céu. E assistência de direção em teatro, no espetáculo Bicho, de Georgette Fadel.

## Morte
Morreu no Rio de Janeiro em 9 de março de 2021, aos 37 anos, após lutar contra um câncer raro nos testículos desde o final de 2017.

## Filmografia

### Televisão
| Ano       | Título            | Personagem                | Nota                        |
| --------- | ----------------- | ------------------------- | --------------------------- |
| 2006      | Vidas Opostas     | Miguel Campobello         |                             |
| 2007      | Amor e Intrigas   | João Prado Guimarães Neto |                             |
| 2009      | Promessas de Amor | Nestor Camargo            |                             |
| 2012      | Rei Davi          | Absalão                   |                             |
| 2012      | Balacobaco        | Breno Pedrosa             |                             |
| 2015      | Milagres de Jesus | Salomão                   | Episódio: "Os Dois Ladrões" |
| 2016      | Escrava Mãe       | Átila Duarte              |                             |
| 2018-2019 | O Mecanismo       | Flávio                    | 8 episódios                 |
| 2020      | Amor de Mãe       | César                     | Episódio: "17 de janeiro"   |

### Cinema
| Ano  | Título           | Personagem |
| ---- | ---------------- | ---------- |
| 2007 | Podecrer!        | Rafael     |
| 2013 | Faroeste Caboclo | Telmo      |
| 2017 | Por Trás do Céu  | Patrão     |
| 2022 | Hashtag          | Léo        |

## Teatro
| Ano  | Título                                | Diretor                           |
| ---- | ------------------------------------- | --------------------------------- |
| 2005 | Mundos por Descobrir                  | Hamilton Vaz Pereira              |
| 2006 | No Tempo do Guaraná com Rolha         | Bemvindo Sequeira                 |
| 2009 | Bodas de Sangue                       | Amir Haddad                       |
| 2009 | Degustação Poética Vinicius de Moraes | Renato Farias                     |
| 2010 | Escola de Molieres                    | Amir Haddad                       |
| 2016 | Bruta Flor                            | Marcio Rosário                    |
| 2017 | Se Eu Fosse Sylvia P.                 | Chia Rodrigues e Alessandra Gélio |

## Direção
| Ano  | Título         | Artista    |
| ---- | -------------- | ---------- |
| 2012 | "Axé Acapella" | Maria Gadú |